# Набережная Слобода
Набережная Слобода — деревня в Наро-Фоминском районе Московской области, входит в состав сельского поселения Веселёвское. Численность постоянного населения по Всероссийской переписи 2010 года — 13 человек, в деревне числятся 3 улицы и 2 садовых товарищества, действует Успенская церковь (другое название — Церковь Успения Пресвятой  Богородицы в Вышегороде) 1797 (или 1761) года постройки. До 2006 года Набережная Слобода входила в состав Веселёвского сельского округа.
Деревня расположена в юго-западной части района, в излучине левого берега реки Протва, примерно в 10 км к югу от города Верея, высота центра над уровнем моря 160 м. Ближайшие населённые пункты на противоположном берегу реки — Вышегород к югу и Новоборисовка западнее.